# Ligne de Røros
La ligne de Røros (ou Rørosbanen en norvégien) est une ligne norvégienne de chemin de fer. Elle relie les villes de Støren et Hamar via Røros sur une distance de 383 km.

## Gares desservies
- Støren
- Rognes
- Kotsøy
- Singsås
- Langlete
- Haltdalen
- Ålen
- Reitan
- Glåmos
- Røros
- Os
- Tolga
- Tynset
- Auma
- Alvdal
- Bellingmo
- Barkald
- Hanestad
- Atna
- Koppang
- Stai
- Evenstad
- Rasta (détruite)
- Opphus
- Steinvik
- Rena
- Rudstad
- Elverum
- Løten
- Ilseng
- Hamar

## Prolongements de la ligne
La ligne de Røros se raccroche sur la ligne de Dovre en deux points : une connexion à Støren en direction de Trondheim et une connexion à Hamar permettant de poursuivre vers Oslo.
De fait, des trains régionaux assurent la liaison entre Trondheim et Røros.